# No Geography
No Geography — девятый студийный альбом дуэта английских электронных музыкантов The Chemical Brothers, выпущенный 12 апреля 2019 года лейблом Virgin EMI Records. Это первый альбом дуэта за четыре года. Альбом включает вокал певицы Авроры и японского рэпера Нене. Альбом получил признание критиков.

## История записи
Название альбома было объявлено в ноябре 2018 года.
Обложка альбома представляет собой изображение из буклета альбома Consequences, выпущенного дуэтом Godley & Creme в 1977 году. На обложке изображено шоссе с задней части башни раннего британского танка «Чифтен», на заднем плане — командир танка, на переднем — пустынная дорога. В небе видно «облачное лицо», c обложки альбома Consequences.

## Продвижение
Первый сингл «Free Yourself» был выпущен 28 сентября 2018 года с «MAH» (Mad as Hell) после 7 января 2019 года. Музыкальные видеоклипы были сняты для обеих песен. 1 февраля группа выпустила третий сингл «Got to Keep On» в сопровождении музыкального видеоклипа режиссёра Мишеля Гондри. 8 марта группа The Chemical Brothers выпустила четвёртый сингл «We Got to Try», сопровождаемый музыкальным видеоклипом.
Дуэт отправится в тур по Северной Америке в мае 2019 года, концерты в Европе состоятся позже в 2019 году

## Критика
| Совокупная оценка | Совокупная оценка |
| Источник          | Оценка            |
| ----------------- | ----------------- |
| AnyDecentMusic?   | 7.7/10            |
| Metacritic        | 79/100            |
| Оценки критиков   |                   |
| Источник          | Оценка            |
| AllMusic          | [ 2 ]             |
| Clash             | 9/10              |
| The Guardian      | [ 15 ]            |
| Exclaim!          | 7/10              |
| Mojo              | [ 16 ]            |
| NME               | [ 17 ]            |
| Pitchfork         | 8.0/10            |
| Q                 | [ 19 ]            |
| Rolling Stone     | [ 20 ]            |
| Uncut             | [ 21 ]            |

Альбом «No Geography» получил признание критиков. В обзоре агрегатора Metacritic альбом получил оценку 79 из 100, что указывает на «положительные отзывы в целом», они были основаны на 18 отзывах. Томас Смит из NME сказал, что альбом является «ещё одним шагом вперед» для the Chemical Brothers. Люк Пирсон, пишущий для журнала Exclaim!, полагал, что вторая половина альбома была самой слабой, но отметил, что «даже работа уровня Б от the Chemical Brothers достойна интереса». В журнале Pitchfork было сказано, что альбом, «сочетая психоделическую сенсорную перегрузку с оживленными клубными треками, меняющийся по форме девятый альбом электронного дуэта － самый интересный за последние годы».
В The Times написано: «Ботаники клубной сцены конца девяностых уже не студенты, но они по-прежнему знают, как веселиться».
В «Rolling Stone» написано что «ритмы группы The Chemical Brothers ещё чувствуются в альбоме No Geography». В журнале «Slant» сказано, что «в альбоме представлены элементы всех этапов карьеры дуэта, но он сохраняет то же игривое вдохновение, которое присутствует в их лучших работах».
В AllMusic сказано: хотя альбом «ни в коем случае не находится на низкой позиции в каталоге, No Geography также не является их самой сильной или самой запоминающейся работой на сегодняшний день».

## Список композиций
| №                   | Название               | Автор(ы)                                                                                 | Длительность |
| ------------------- | ---------------------- | ---------------------------------------------------------------------------------------- | ------------ |
| 1.                  | «Eve of Destruction»   | Edward Simons Thomas Rowlands Aurora Aksnes James Calloway Leroy O-Neil Jackson Jr. Nene | 4:40         |
| 2.                  | «Bango»                | Rowlands Simons Aksnes                                                                   | 4:07         |
| 3.                  | «No Geography»         | Rowlands Simons                                                                          | 3:10         |
| 4.                  | «Got to Keep On»       | Rowlands Simons Peter Brown Robert Rans Robert McKuen                                    | 5:16         |
| 5.                  | «Gravity Drops»        | Rowlands Simons                                                                          | 4:30         |
| 6.                  | «The Universe Sent Me» | Rowlands Simons Aksnes                                                                   | 6:03         |
| 7.                  | «We've Got to Try»     | Rowlands Simons Richard Pegue                                                            | 3:35         |
| 8.                  | «Free Yourself»        | Rowlands Simons Diane di Prima                                                           | 4:21         |
| 9.                  | «MAH»                  | Rowlands Simons William Michael Lewis Laurin Martin Rinder                               | 5:36         |
| 10.                 | «Catch Me I'm Falling» | Rowlands Simons Simon Philip Raymonde Stephanie Dosen Mike Hanks                         | 5:28         |
| Общая длительность: | Общая длительность:    | Общая длительность:                                                                      | 46:46        |

Взято из примечаний вкладыша альбома No Geography:
- «Eve of Destruction» включает семпл из «Weekend» Class Action
- «Got to Keep On» включает в себя интерполяцию из «Dance with Me» Питера Брауна
- «We’ve Got To Try» включает в себя семпл из «I’ve Got To Find A Way» хора Аллилуйя
- «Free Yourself» включает семпл из «Revolutionary Letter 49» Дианы ди Прима
- «MAH» включает семпл из «I’m Mad as Hell» Эля Коко
- «Catch Me I’m Falling» включает семпл из «Bears On My Trail» Snowbird и «A Letter From Vietnam» Эммануэля Ласки

## Чарты
| Чарты                                   | Пиковая позиция |
| --------------------------------------- | --------------- |
| Австралия (ARIA)                        | 17              |
| Австрия (Ö3 Austria)                    | 26              |
| Бельгия/Фландрия (Ultratop)             | 9               |
| Бельгия/Валлония (Ultratop)             | 19              |
| Чехия (ČNS IFPI)                        | 31              |
| Нидерланды (Album Top 100)              | 26              |
| Франция (SNEP)                          | 48              |
| Германия (Offizielle Top 100)           | 18              |
| Венгрия (MAHASZ)                        | 32              |
| Ирландия (IRMA)                         | 21              |
| Италия (Classifica album)               | 35              |
| Japan Hot Albums (Billboard Japan)      | 13              |
| Япония (Oricon)                         | 19              |
| Lithuanian Albums (AGATA)               | 29              |
| Португалия (AFP)                        | 19              |
| Шотландия (Scottish Albums Chart)       | 2               |
| Испания (PROMUSICAE)                    | 15              |
| Швейцария (Schweizer Hitparade)         | 10              |
| Великобритания (UK Albums Chart)        | 4               |
| США (Billboard Dance/Electronic Albums) | 3               |